# Hugh Syme
Hugh Syme (...) è un designer canadese, meglio conosciuto per la realizzazione delle copertine degli album di alcuni gruppi rock e metal.
È anche un musicista, ha suonato le tastiere in alcune canzoni dei Rush. La sua fama deriva principalmente dall'aver realizzato le copertine di tutti i dischi dei Rush da Caress of Steel del 1975 in poi, ed anche per aver creato il famoso logo dello Starman, utilizzato dal trio di Toronto come segno distintivo da 2112 fino ad ora. Ha disegnato le copertine anche di altri gruppi famosi, come Iron Maiden, Def Leppard, Klaatu, Extol, Megadeth, Nevermore, Stone Sour, Styx, Saga, Fates Warning, Whitesnake, Queensrÿche, Aerosmith, e Dream Theater.

## Lavori
La seguente è una lista disposta in ordine cronologico delle copertine di album musicali realizzate da Hugh Syme. 
| Anno | Artista                  | Album                                                                         | Ruolo                                                                               |
| ---- | ------------------------ | ----------------------------------------------------------------------------- | ----------------------------------------------------------------------------------- |
| 1975 | Rush                     | Caress of Steel                                                               | Graphics                                                                            |
| 1975 | Ian Thomas Band          | Delights                                                                      | Graphics with John Fraser                                                           |
| 1976 | Ian Thomas Band          | Calabash                                                                      | Graphics                                                                            |
| 1976 | Rush                     | 2112                                                                          | Graphics and Starman Logo                                                           |
| 1976 | Rush                     | All the World's a Stage                                                       | Graphics                                                                            |
| 1977 | Rush                     | A Farewell to Kings                                                           | Art direction and graphics                                                          |
| 1977 | Max Webster              | High Class in Borrowed Shoes                                                  | Art direction and graphics                                                          |
| 1978 | Rush                     | Hemispheres                                                                   | Art direction with Bob King and graphics                                            |
| 1978 | Rush                     | Archives                                                                      | Design with Bob King and graphics                                                   |
| 1978 | Klaatu                   | Sir Army Suit                                                                 | Cover art                                                                           |
| 1978 | Max Webster              | Mutiny Up My Sleeve                                                           | Art direction and design                                                            |
| 1979 | Ian Thomas Band          | Glider                                                                        | Graphics and design with Bob King                                                   |
| 1979 | Max Webster              | Live Magnetic Air                                                             | Art direction and graphics                                                          |
| 1980 | Rush                     | Permanent Waves                                                               | Art direction and graphics. Cover concept created with Neil Peart.                  |
| 1980 | Toronto                  | Lookin' for Trouble                                                           | Graphics and design with Michael Gray.                                              |
| 1981 | Rush                     | Moving Pictures                                                               | Art direction and graphics. Cover concept created with Deborah Samuel.              |
| 1981 | Rush                     | Exit...Stage Left                                                             | Art direction, graphics and cover concept                                           |
| 1982 | Rush                     | Signals                                                                       | Art direction, graphics and cover concept                                           |
| 1982 | Saga                     | In Transit                                                                    | Art direction and design                                                            |
| 1982 | Gowan                    | Gowan                                                                         | Art direction, graphics and cover concept                                           |
| 1982 | Harlequin                | One False Move                                                                | Cover design                                                                        |
| 1983 | Red Rider                | Neruda                                                                        | Art direction and cover design                                                      |
| 1984 | Rush                     | Grace Under Pressure                                                          | Art direction and cover painting                                                    |
| 1984 | Ian Thomas Band          | Riders on Dark Horses                                                         | Art direction and design                                                            |
| 1984 | The Parachute Club       | At the Feet of the Moon                                                       | Art direction and graphics with Deborah Samuel                                      |
| 1985 | Rush                     | Power Windows                                                                 | Art direction, graphics and cover painting                                          |
| 1985 | Virgin Steele            | Noble Savage                                                                  | Art direction and design                                                            |
| 1985 | Kick Axe                 | Welcome to the Club                                                           | Art direction and cover art                                                         |
| 1985 | Robotman and Friends     | Straight from the Heart                                                       | Cover painting                                                                      |
| 1986 | Eyes                     | Eyes                                                                          | Art direction and design                                                            |
| 1986 | Lee Aaron                | Call of the Wild                                                              | Cover design                                                                        |
| 1986 | Quiet Riot               | QR III                                                                        | Art direction, design, cover art                                                    |
| 1986 | Kim Mitchell             | Shakin' Like a Human Being                                                    | Art direction and design                                                            |
| 1986 | Outlaws                  | Soldiers of Fortune                                                           | Art direction, design, cover painting                                               |
| 1987 | Whitesnake               | Whitesnake                                                                    | Cover art and Whitesnake emblem                                                     |
| 1987 | Billy Thorpe             | Children of the Sun... Revisited                                              | Art direction and design                                                            |
| 1987 | Y & T                    | Contagious                                                                    | Art direction                                                                       |
| 1987 | McAuley Schenker Group   | Perfect Timing                                                                | Art direction and design                                                            |
| 1987 | Rush                     | Hold Your Fire                                                                | Art direction                                                                       |
| 1988 | Colortone                | Colortone                                                                     | Art direction and design                                                            |
| 1988 | Rhythm Corps             | Common Ground                                                                 | Art direction and design                                                            |
| 1988 | Kingdom Come             | Kingdom Come                                                                  | Art direction and design                                                            |
| 1988 | Lillian Axe              | Lillian Axe                                                                   | Art direction and design                                                            |
| 1988 | Night Ranger             | Man in Motion                                                                 | Art direction                                                                       |
| 1988 | Brighton Rock            | Take a Deep Breath                                                            | Art direction and design                                                            |
| 1988 | Dream Patrol             | Phoning the Czar                                                              | Art direction and design                                                            |
| 1988 | Quiet Riot               | QR                                                                            | Art direction and design                                                            |
| 1988 | Survivor                 | Too Hot to Sleep                                                              | Art direction and design                                                            |
| 1988 | Black 'N Blue            | In Heat                                                                       | Art direction and design                                                            |
| 1988 | Bon Jovi                 | New Jersey                                                                    | Art direction with Jon Bon Jovi and design                                          |
| 1988 | Ian Thomas Band          | Levity                                                                        | Art direction and design                                                            |
| 1988 | Prophet                  | Cycle of the Moon                                                             | Art direction and design                                                            |
| 1989 | Rush                     | Presto                                                                        | Art direction                                                                       |
| 1989 | Rush                     | A Show of Hands                                                               | Art direction and design                                                            |
| 1989 | Kingdom Come             | In Your Face                                                                  | Design                                                                              |
| 1989 | Bad English              | Bad English                                                                   | Art direction and design                                                            |
| 1989 | Fates Warning            | Perfect Symmetry                                                              | Cover concept, art direction and design                                             |
| 1989 | Whitesnake               | Slip of the Tongue                                                            | Cover art                                                                           |
| 1989 | Kim Mitchell             | Rockland                                                                      | Art direction and design                                                            |
| 1989 | World Trade              | World Trade                                                                   | Cover art and design                                                                |
| 1989 | Bonfire                  | Point Blank                                                                   | Art direction and design                                                            |
| 1989 | Babylon A.D.             | Babylon A.D.                                                                  | Art direction and design                                                            |
| 1990 | Magnum                   | Goodnight L.A.                                                                | Cover art                                                                           |
| 1990 | Rush                     | Chronicles                                                                    | Art direction                                                                       |
| 1990 | Slaughter                | Stick It to Ya                                                                | Cover design with Glen Wexler                                                       |
| 1990 | Styx                     | Edge of the Century                                                           | Art direction and design                                                            |
| 1990 | Warrant                  | Cherry Pie                                                                    | Art direction and design                                                            |
| 1990 | Hurricane                | Slave to the Thrill                                                           | Art direction and design                                                            |
| 1990 | Céline Dion              | Unison                                                                        | Art direction and design                                                            |
| 1990 | The Northern Pikes       | Snow in June                                                                  | Art direction and design                                                            |
| 1990 | Mae Moore                | Oceanview Motel                                                               | Art direction and design                                                            |
| 1991 | Dan Hill                 | Dance of Love                                                                 | Art direction and design                                                            |
| 1991 | Steve Plunkett           | My Attitude                                                                   | Art direction and design                                                            |
| 1991 | Rush                     | Roll the Bones                                                                | Art direction and design                                                            |
| 1991 | Great White              | Hooked                                                                        | Art direction and design                                                            |
| 1991 | The Boomers YYZ          | What We Do                                                                    | Art direction and design                                                            |
| 1991 | Kik Tracee               | No Rules                                                                      | Art direction and design                                                            |
| 1991 | Fates Warning            | Parallels                                                                     | Art direction and design                                                            |
| 1991 | Kix                      | Hot Wire                                                                      | Art direction and design                                                            |
| 1991 | Bad English              | Backlash                                                                      | Art direction and design                                                            |
| 1991 | Contraband               | Contraband                                                                    | Art direction with Frenchy Gauthier and design                                      |
| 1991 | The Storm                | The Storm                                                                     | Art direction and design                                                            |
| 1992 | McAuley Schenker Group   | M.S.G.                                                                        | Art direction and design                                                            |
| 1992 | House of Lords           | Demons Down                                                                   | Design with Glen Wexler                                                             |
| 1992 | 54•40                    | Dear Dear                                                                     | Art direction and design                                                            |
| 1992 | Kiss                     | Revenge                                                                       | Art direction                                                                       |
| 1992 | Skew Siskin              | Skew Siskin                                                                   | Art direction and design                                                            |
| 1992 | The Jeff Healey Band     | Feel This                                                                     | Art direction and design with Tom Stephen                                           |
| 1992 | Me Phi Me                | One                                                                           | Art direction                                                                       |
| 1992 | Steelheart               | Tangled in Reins                                                              | Art direction and design                                                            |
| 1992 | 21 Guns                  | Salute                                                                        | Art direction and design                                                            |
| 1992 | Megadeth                 | Countdown to Extinction                                                       | Art direction and design                                                            |
| 1992 | Unruly Child             | Unruly Child                                                                  | Art direction and design                                                            |
| 1992 | Sister Whiskey           | Sister Whiskey (Liquor & Poker)                                               | Cover art                                                                           |
| 1992 | Impellitteri             | Grin and Bear It                                                              | Prop design                                                                         |
| 1993 | Aerosmith                | Get a Grip                                                                    | Cover design                                                                        |
| 1993 | Altered State            | Dos                                                                           | Art direction, design                                                               |
| 1993 | Def Leppard              | Retro Active                                                                  | Art direction, design and digital illustration with Nels Israelson                  |
| 1993 | Coverdale•Page           | Coverdale•Page                                                                | Art direction and design                                                            |
| 1993 | Helix                    | It's a Business Doing Pleasure                                                | Cover art and design                                                                |
| 1993 | Damn the Machine         | Damn the Machine                                                              | Art direction and design                                                            |
| 1993 | Every Mother's Nightmare | Wake Up Screaming                                                             | Art direction and design                                                            |
| 1993 | Rush                     | Counterparts                                                                  | Art direction, illustrations and design                                             |
| 1993 | BulletBoys               | Za-Za                                                                         | Lettering, letter design                                                            |
| 1993 | The Boomers              | The Art of Living                                                             | Art direction, illustrations and design                                             |
| 1993 | The Band                 | Jericho                                                                       | Cover art, art direction and design                                                 |
| 1994 | Stray Cats               | Choo Choo Hot Fish                                                            | Art direction and design                                                            |
| 1994 | Roger Clinton            | Nothing Good Comes Easy                                                       | Artwork and design                                                                  |
| 1994 | Dave Edmunds             | Plugged In                                                                    | Art direction and design                                                            |
| 1994 | Whitesnake               | Greatest Hits                                                                 | Art direction and design                                                            |
| 1994 | Megadeth                 | Youthanasia                                                                   | Design and digital illustration. Art direction with Tommy Steele.                   |
| 1994 | Queensrÿche              | Promised Land                                                                 | Art direction, design and digital illustration                                      |
| 1994 | Tesla                    | Bust a Nut                                                                    | Artwork, art direction, design                                                      |
| 1994 | Fates Warning            | Inside Out                                                                    | Artwork and design                                                                  |
| 1994 | Various artists          | Burning for Buddy: A Tribute to the Music of Buddy Rich                       | Art direction and design                                                            |
| 1995 | Iron Maiden              | The X Factor                                                                  | Art direction, design, illustrations, digital illustrations                         |
| 1996 | Céline Dion              | Live à Paris                                                                  | Art direction, graphic concept                                                      |
| 1996 | Rush                     | Test for Echo                                                                 | Art direction, design and digital illustration                                      |
| 1996 | The Band                 | High on the Hog                                                               | Art direction and design                                                            |
| 1996 | The Boomers              | 25 Thousand Days                                                              | Art direction, illustrations and design                                             |
| 1996 | Earth, Wind & Fire       | Greatest Hits Live                                                            | Art direction and design                                                            |
| 1996 | Pod                      | Headed for the Zeros                                                          | Art direction, illustrations and design                                             |
| 1997 | Alice Cooper             | A Fistful of Alice                                                            | Cover design                                                                        |
| 1997 | Queensrÿche              | Hear in the Now Frontier                                                      | Art direction, artwork and design with Dimo Safari                                  |
| 1997 | Supertramp               | Some Things Never Change                                                      | Art direction and design                                                            |
| 1997 | Megadeth                 | Cryptic Writings                                                              | Art Direction, design and illustrations                                             |
| 1997 | Rush                     | Retrospective I                                                               | Art direction and design                                                            |
| 1997 | Rush                     | Retrospective II                                                              | Art direction, design and cover painting                                            |
| 1997 | Whitesnake               | Restless Heart                                                                | Art direction, emblem design and cover concept with Dimo Safari and David Coverdale |
| 1997 | Earth, Wind and Fire     | In the Name of Love                                                           | Art direction, design and digital illustration                                      |
| 1997 | Various artists          | Burning for Buddy: A Tribute to the Music of Buddy Rich, Vol. 2               | Art direction and design                                                            |
| 1998 | Arena                    | The Visitor                                                                   | Art direction and design                                                            |
| 1998 | Rush                     | Different Stages                                                              | Art direction, illustration and design                                              |
| 1998 | Uriah Heep               | Classic Heep: An Anthology                                                    | Art direction and design                                                            |
| 1999 | The Kings                | The Kings Are Here..and More                                                  | Design                                                                              |
| 1999 | Tiles                    | Presents of Mind                                                              | Cover concept, artwork and design                                                   |
| 1999 | Henry Lee Summer         | Smoke and Mirrors                                                             | Art direction and design                                                            |
| 1999 | Charlotte Church         | Charlotte Church                                                              | Art direction, design and photography                                               |
| 2000 | Arena                    | Immortal?                                                                     | Art direction and design                                                            |
| 2000 | Queensrÿche              | Greatest Hits                                                                 | Art direction and design                                                            |
| 2000 | Carrie Newcomer          | Age of Possibility                                                            | Art direction and design                                                            |
| 2001 | Jennie Devoe             | Does She Walk on Water                                                        | Art direction and design                                                            |
| 2001 | Megadeth                 | The World Needs a Hero                                                        | Art direction, design and illustrations                                             |
| 2001 | Deep Blue Something      | Deep Blue Something                                                           | Art direction and design                                                            |
| 2001 | The Bacon Brothers       | Can't Complain                                                                | Art direction, design and illustrations                                             |
| 2001 | Deana Carter             | Father Christmas                                                              | Design                                                                              |
| 2002 | Rush                     | Vapor Trails                                                                  | Art direction, paintings and portraits                                              |
| 2002 | Heather Myles            | Sweet Talk and Good Lies                                                      | Art direction and design                                                            |
| 2002 | Styx                     | At the River's Edge: Live in St. Louis                                        | Logo design                                                                         |
| 2002 | Carrie Newcomer          | The Gathering of Spirits                                                      | Art direction and design                                                            |
| 2002 | The Boomers              | Midway                                                                        | Art direction, illustrations and design                                             |
| 2003 | The Allman Brothers Band | Hittin' the Note                                                              | Art direction, illustrations                                                        |
| 2003 | Extol                    | Synergy                                                                       | Cover art                                                                           |
| 2003 | Rush                     | Rush in Rio                                                                   | Art direction, illustrations and design                                             |
| 2003 | Rush                     | The Spirit of Radio: Greatest Hits 1974-1987                                  | Art direction and design                                                            |
| 2003 | The Wayfaring Strangers  | This Train                                                                    | Art direction                                                                       |
| 2003 | Quill•Tolhurst           | So Rudely Interrupted                                                         | Cover art and graphics                                                              |
| 2004 | Travis Larson            | Burn Season                                                                   | Art direction                                                                       |
| 2004 | Billy Jonas              | Get Real                                                                      | Art direction, illustrations and design                                             |
| 2004 | Carrie Newcomer          | Betty's Diner: The Best of Carrie Newcomer                                    | Art direction and design                                                            |
| 2004 | Tiles                    | Window Dressing                                                               | Artwork, photography and design                                                     |
| 2004 | Rush                     | Feedback                                                                      | Art direction, illustrations and design                                             |
| 2005 | Various artists          | Subdivisions: A Tribute to Rush                                               | Art direction and design                                                            |
| 2005 | Dream Theater            | Octavarium                                                                    | Art direction, illustrations and design                                             |
| 2005 | Nevermore                | This Godless Endeavor                                                         | Cover art                                                                           |
| 2005 | Bad Moon Rising          | Full Moon Collection                                                          | Design                                                                              |
| 2005 | Carrie Newcomer          | Regulars and Refugees                                                         | Art direction and design                                                            |
| 2005 | Rush                     | R30: 30th Anniversary World Tour                                              | Art direction, illustrations and design                                             |
| 2006 | Oneside                  | Oneside                                                                       | Art direction, illustrations and design                                             |
| 2006 | Rush                     | Gold                                                                          | Art direction and design                                                            |
| 2006 | Rush                     | Rush Replay X 3                                                               | Art direction and design                                                            |
| 2006 | Stone Sour               | Come What(ever) May                                                           | Art direction, illustrations and design                                             |
| 2007 | Dream Theater            | Systematic Chaos                                                              | Art direction, illustrations and design                                             |
| 2007 | Rush                     | Snakes & Arrows                                                               | Art direction, illustrations and design                                             |
| 2007 | Queensrÿche              | Sign of the Times: The Best of Queensrÿche                                    | Art direction, illustrations and design                                             |
| 2007 | Byron Nemeth Group       | The Force Within                                                              | Art direction, illustrations and design                                             |
| 2007 | Krista Detor             | Cover Their Eyes                                                              | Art direction and design                                                            |
| 2007 | Charlotte Church         | The Charlotte Church Show                                                     | Art direction, photography and design                                               |
| 2008 | Oneside                  | First, to Last                                                                | Art direction and design                                                            |
| 2008 | Tiles                    | Fly Paper                                                                     | Artwork, design, photography, and illustrations                                     |
| 2008 | Dream Theater            | Greatest Hit (...And 21 Other Pretty Cool Songs)                              | Art direction, design, photography, and illustrations                               |
| 2008 | Dream Theater            | Chaos in Motion 2007–2008                                                     | Artwork and design                                                                  |
| 2008 | Rush                     | Snakes & Arrows Live                                                          | Art direction, illustrations and design                                             |
| 2008 | Bob Mover                | It Amazes Me                                                                  | Art direction, photography and design                                               |
| 2009 | Queensrÿche              | American Soldier                                                              | Art direction, illustrations and design                                             |
| 2009 | Rush                     | Retrospective 3                                                               | Art direction and design                                                            |
| 2009 | Rush                     | Grace Under Pressure Tour                                                     | Art direction and design                                                            |
| 2009 | Dream Theater            | Black Clouds & Silver Linings                                                 | Art direction, illustrations and design                                             |
| 2009 | Flying Machines          | Flying Machines                                                               | Art direction, illustrations and design                                             |
| 2010 | Carrie Newcomer          | Before & After                                                                | Art direction and design                                                            |
| 2010 | Krista Detor             | Chocolate Paper Suites                                                        | Art direction, illustrations and design                                             |
| 2010 | Rush                     | Icon                                                                          | Cover art                                                                           |
| 2011 | Rush                     | Icon 2                                                                        | Cover art                                                                           |
| 2011 | 3 Doors Down             | Time of My Life                                                               | Cover concept, art direction, illustrations and design                              |
| 2011 | Dream Theater            | A Dramatic Turn of Events                                                     | Art direction and design                                                            |
| 2011 | Rush                     | Time Machine 2011: Live in Cleveland                                          | Art direction and design                                                            |
| 2012 | Betrayer                 | Betrayer                                                                      | Art direction, artwork and design                                                   |
| 2012 | Rush                     | Clockwork Angels                                                              | Cover art                                                                           |
| 2012 | Rush                     | 2112 5.1                                                                      | Art direction and design                                                            |
| 2012 | Tiles                    | Off the Floor 01                                                              | Cover art                                                                           |
| 2013 | Dream Theater            | Dream Theater                                                                 | Cover and album design                                                              |
| 2014 | Carrie Newcomer          | A Permeable Life                                                              |                                                                                     |
| 2014 | Tiles                    | Off the Floor 02                                                              | Cover art                                                                           |
| 2014 | Flying Colors            | Second Nature                                                                 | Art direction, illustrations and design                                             |
| 2014 | Dream Theater            | Breaking the Fourth Wall - Live from the Boston Opera House                   | Cover art                                                                           |
| 2017 | Rush                     | A Farewell To Kings-40th Anniversary Deluxe Edition                           | Art direction and design                                                            |
| 2018 | Rush                     | Hemispheres-40th Anniversary Deluxe Edition                                   | Art direction and design                                                            |
| 2018 | Alien Country            | Like My Life Depends On It Archiviato il 5 dicembre 2018 in Internet Archive. | Art direction, artwork and design                                                   |
| 2019 | Dream Theater            | Distance over Time                                                            | Cover art                                                                           |
| 2020 | Rush                     | Permanent Waves-40th Anniversary Deluxe Edition                               | Art direction and design                                                            |
| 2020 | Wandering X              | Carved in Stone                                                               | Cover art                                                                           |
| 2020 | Dream Theater            | Distant Memories - Live in London                                             | Cover art                                                                           |
| 2021 | Rivers & Rust            | What a Waste                                                                  | Cover art                                                                           |
| 2021 | Wandering X              | Life Expectancy                                                               | Cover art                                                                           |
| 2021 | Joe Bonamassa            | Time Clocks                                                                   | Cover art                                                                           |
| 2021 | Dream Theater            | A View from the Top of the World                                              | Cover art                                                                           |
| 2025 | Dream Theater            | Parasomnia                                                                    | Cover art                                                                           |